# Luz (Minas Gerais)
Luz é um município brasileiro do estado de Minas Gerais.

## História
A história inicia-se por volta de 1780 e tem origem no conflito existente entre dois grandes fazendeiros, descendentes de bandeirantes paulistas, em relação à linha divisória de suas terras.
Para que a questão fosse resolvida a contento, a esposa de um deles fez uma promessa à Nossa Senhora da Luz.
Certa manhã, conforme combinaram, os fazendeiros (Coronel Cocais e Coronel Camargos) partem, cada um de sua residência e cavalgam, um em direção ao outro, até se encontrarem próximo ao ribeirão Jorge Pequeno. No local do encontro, fixam o marco divisório e, mandam erigir uma capela em devoção à padroeira Nossa Senhora da Luz. Nas proximidades do local, havia um olho d'água, represado por um aterro que abastecia o pequeno povoado formado em volta da capela, o que explica a origem do nome Nossa Senhora da Luz do Aterrado que lhe foi dado.
O ciclo de progresso tem início com a implantação do bispado do Aterrado.
O município se instala em 1923, adotando a denominação de Luz.

## Geografia
Localiza-se a uma latitude 19º48'05" sul e a uma longitude 45º41'08" oeste, estando a uma altitude de 675 metros. Sua população estimada em 2019 era de 18 215 habitantes, conforme dados do IBGE.
Possui uma área de 1.171,670 km².
O Índice de Desenvolvimento Humano do município calculado com os dados do censo demográfico de 2010 é de 0,724.

### Hidrografia
- Rio São Francisco
- Ribeirão Jorge Pequeno
- Córrego da Velha

### Rodovias
- BR-262
- MG-176
- MG-429

### Relevo
O relevo é Plano (40%), ondulado (50%) e montanhoso (10%).

## Turismo
Dentre seus principais pontos turísticos, destaca-se a bela Catedral Diocesana Nossa Senhora da Luz, uma das mais belas do país, construída na década de 1940.